# 永隆里 (大里區)
永隆里位於臺灣臺中市大里區西北側，西側、北邊與臺中市區僅一溪之隔，為1990年代發展的市地重劃區。全里人口計有14,315人，是大里區的人口第二大里。

## 里名由來
為求「永遠興隆」，故命名為永隆里。

## 地理
永隆里劃分為31鄰，4,391戶，總人口13,639人（臺中市大里區戶政事務所2020年12月底戶口統計）。本里東隔國光路與大明、東興二里為界，西為樹王里，南以永隆二街臨新里里，北隔旱溪與南區對望。

## 行政區劃沿革
東興里於清代時隸屬藍興堡涼傘樹莊；明治35年（1902年）時，改隸臺中廳樹仔腳區涼傘樹庄，至大正9年（1920年）則隨行政區調整，隸屬大屯郡大里庄涼傘樹大字。二次大戰結束後，國民政府接收臺灣，原先涼傘樹大字範圍被劃歸為樹王村與鷺村，隸屬臺中縣大里鄉。民國59年（1970年），為因應眾多的外來人口，鷺村被劃分為祥鷺村和東興村；民國82年（1993年）隨大里鄉升格為縣轄市大里市而改制為東興里。民國91年（2002年），行政區再次調整，析東興里西側置「永隆里」。

## 人口
- 本里人口成長快速，現為大里區人口第二多的里(僅次於瑞城里)，累積五年(2014年底～2019年底)人口增加1,507人，折合成長率12.63%，是大里區五年來人口增加最多、成長最快的里。

- 近10年比較；時間:(2011年～2020年)

### 書籍
- 《臺灣地名辭書》卷十二《臺中縣》第二冊，第13-14頁

### 外部連結
- 臺中市大里區公所 沿革